# سده ۲ (پیش از میلاد)

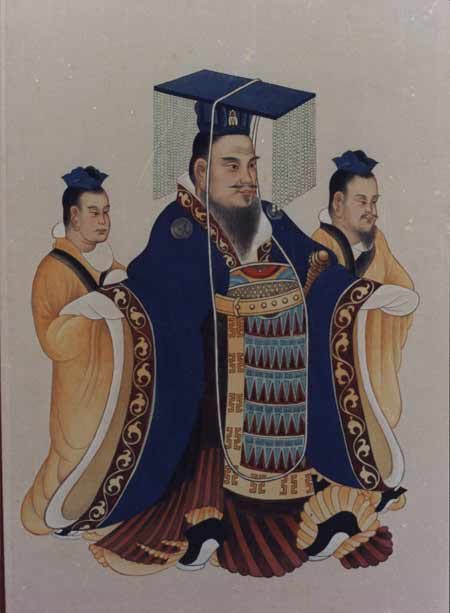
پرتره سنتی امپراتور وو از هان از یک کتاب چینی باستان.

(سده سوم پ.م. - سده دوم پیش از میلاد مسیح - سده یکم پ.م. - سده‌های دیگر)

## رویدادها
- ۱۴ مارس۱۹۰ (پیش از میلاد)؛ خورشیدگرفتگی ثبت‌شده در روم.
- ۱۷۵ (پیش از میلاد)؛ آنتیوخوس چهارم بر تاج‌وتخت سوریه دست‌یافت.
- ۱۶۸ (پیش از میلاد)؛ فالانژهای مقدونی در جنگ پیدنه از روم شکست خوردند.
- ۲۱ ژوئن ۱۶۸؛ ماه‌گرفتگی در رم ثبت‌شد.
- ۲۱ نوامبر۱۶۴ (پیش از میلاد)؛ یهودا مکابی نیایشگاه اورشلیم را به یهود بازگرداند. این روز هرساله به نام جشن هانوکا گرامی‌داشته‌می‌شود.
- ۱۴۷ (پیش از میلاد)؛ دودمان هاسمونی به یهودیه خودمختاری داد.
- ۱۴۸ (پیش از میلاد)؛ مقدونیه به دست رومیان گشوده‌شد.
- ۱۴۸؛ روم در سومین جنگ کارتاژی کارتاژ را نابودساخت.
- ۱۴۸؛ جمهوری روم بر کورینت چیره‌شد.
- ۱۲۹ (پیش از میلاد)؛ از هم‌پاشیدگی سلوکیان.
- ۱۰۸ (پیش از میلاد)؛ دودمان هان سرانجام شهر وانگ‌گئوم‌سئونگ را ویران ساخت.
- ۱۱۳ تا ۱۰۱ (پیش از میلاد)؛ کوچ سیمبرها و تویتون‌ها.
- ونرابله ماهیندا بودایی‌گری را به سری‌لانکا شناساند.
- پورتا آگوستا در پروجا ساخته شد.

## چهره‌های برجسته
- آندریکوس واسین فرمانروای مستقل مقدونیه.
- آنتیوخوس چهارم واپسین فرمانروای توانای سلوکیان.
- آنتیوخوس هفتم واپسین پادشاه از امپراتوری یکپارچه سلوکی.
- آپولونیوس پرگایی هندسه‌دان یونانی.
- آپولونیوس رودسی نویسنده افسانه جیسون.
- آپیوس کلادیوس پولکر کنسول روم.
- بویوریکس پادشاه سیمبرها.
- فلاکوس موسیقی‌دان.
- هیپارخوس اخترشناس.
- یوناتان مکابی رهبر شورش دودمان هاسمونی و نخستین فرمانروای خودگردان یهودیه.
- یهودا مکابی رهبر شورش یهودیه و نخستین فرمانده جنگی کامیاب این شورش.
- لوسیوس ارمیلیوس مسدونیکوس فرمانده و سیاست‌مدار رومی.
- لوسیوس کورنلیوس سولا فرمانده و سیاست‌مدار رومی.
- لوسیوس مومیوس آخایکوس گشاینده کورینت.
- ماریوس فرمانده و سیاست‌مدار رومی.
- پرسئوس مقدونی واپسین پادشاه دودمان آنتیگونه‌ای.
- پلائوتوس نمایشنامه‌نویس لاتین.
- کینتوس لوتاتیوس کاتولوس فرمانده رومی.
- ترنسه نمایشنامه‌نویس لاتین.
- تویتوبود پادشاه تویتون.
- امپراتور وو از دودمان هان.
- ژانگ چیان جستجوگر و دیپلومات چینی.

## یافته‌ها و نوآوری‌ها
- راه ابریشم میان آسیا و اروپا.
- هیپارخوس نخستین جدول مثلثاتی را پدیدآورد.
- لیو آن توفو را اختراع‌کرد.
- ساخت آسیاب چرخشی به دست یونانیان.

## منبع
- نویسندگان ویکی‌پدیای انگلیسی، ۲nd century BC. (نسخه ۲۴ مه ۲۰۰۷)

| هزاره | سده   | سده   | سده   | سده   | سده   | سده   | سده   | سده   | سده   | سده   |
| ----- | ----- | ----- | ----- | ----- | ----- | ----- | ----- | ----- | ----- | ----- |
| ۹ پ‌م: | ۹۰ پ‌م | ۸۹ پ‌م | ۸۸ پ‌م | ۸۷ پ‌م | ۸۶ پ‌م | ۸۵ پ‌م | ۸۴ پ‌م | ۸۳ پ‌م | ۸۲ پ‌م | ۸۱ پ‌م |
| ۸ پ‌م: | ۸۰ پ‌م | ۷۹ پ‌م | ۷۸ پ‌م | ۷۷ پ‌م | ۷۶ پ‌م | ۷۵ پ‌م | ۷۴ پ‌م | ۷۳ پ‌م | ۷۲ پ‌م | ۷۱ پ‌م |
| ۷ پ‌م: | ۷۰ پ‌م | ۶۹ پ‌م | ۶۸ پ‌م | ۶۷ پ‌م | ۶۶ پ‌م | ۶۵ پ‌م | ۶۴ پ‌م | ۶۳ پ‌م | ۶۲ پ‌م | ۶۱ پ‌م |
| ۶ پ‌م: | ۶۰ پ‌م | ۵۹ پ‌م | ۵۸ پ‌م | ۵۷ پ‌م | ۵۶ پ‌م | ۵۵ پ‌م | ۵۴ پ‌م | ۵۳ پ‌م | ۵۲ پ‌م | ۵۱ پ‌م |
| ۵ پ‌م: | ۵۰ پ‌م | ۴۹ پ‌م | ۴۸ پ‌م | ۴۷ پ‌م | ۴۶ پ‌م | ۴۵ پ‌م | ۴۴ پ‌م | ۴۳ پ‌م | ۴۲ پ‌م | ۴۱ پ‌م |
| ۴ پ‌م: | ۴۰ پ‌م | ۳۹ پ‌م | ۳۸ پ‌م | ۳۷ پ‌م | ۳۶ پ‌م | ۳۵ پ‌م | ۳۴ پ‌م | ۳۳ پ‌م | ۳۲ پ‌م | ۳۱ پ‌م |
| ۳ پ‌م: | ۳۰ پ‌م | ۲۹ پ‌م | ۲۸ پ‌م | ۲۷ پ‌م | ۲۶ پ‌م | ۲۵ پ‌م | ۲۴ پ‌م | ۲۳ پ‌م | ۲۲ پ‌م | ۲۱ پ‌م |
| ۲ پ‌م: | ۲۰ پ‌م | ۱۹ پ‌م | ۱۸ پ‌م | ۱۷ پ‌م | ۱۶ پ‌م | ۱۵ پ‌م | ۱۴ پ‌م | ۱۳ پ‌م | ۱۲ پ‌م | ۱۱ پ‌م |
| ۱ پ‌م: | ۱۰ پ‌م | ۹ پ‌م  | ۸ پ‌م  | ۷ پ‌م  | ۶ پ‌م  | ۵ پ‌م  | ۴ پ‌م  | ۳ پ‌م  | ۲ پ‌م  | ۱ پ‌م  |
| ۱:    | ۱     | ۲     | ۳     | ۴     | ۵     | ۶     | ۷     | ۸     | ۹     | ۱۰    |
| ۲:    | ۱۱    | ۱۲    | ۱۳    | ۱۴    | ۱۵    | ۱۶    | ۱۷    | ۱۸    | ۱۹    | ۲۰    |
| ۳:    | ۲۱    | ۲۲    | ۲۳    | ۲۴    | ۲۵    | ۲۶    | ۲۷    | ۲۸    | ۲۹    | ۳۰    |
| ۴:    | ۳۱    | ۳۲    | ۳۳    | ۳۴    | ۳۵    | ۳۶    | ۳۷    | ۳۸    | ۳۹    | ۴۰    |